# Momenti di gloria
Momenti di gloria (Chariots of Fire) è un film del 1981 diretto da Hugh Hudson.
Presentato in concorso al 34º Festival di Cannes, il film, sceneggiato da Colin Welland, è tratto dalla storia vera degli universitari di Cambridge che si allenarono per partecipare alle Olimpiadi del 1924 di Parigi.
Il film ricevette sette nomination agli Oscar e ne vinse quattro, tra cui, a sorpresa, anche quello al miglior film, oltre a vincere un Golden Globe e tre prestigiosi BAFTA, incluso quello al migliore film. La pellicola è ricordata anche per la celebre colonna sonora del compositore greco Vangelis, che divenne in breve tempo una vera hit, venendo poi considerata e utilizzata come inno delle grandi imprese sportive e, più in generale, dello sport.

## Trama
Il film, tramite dei flashback, racconta la storia romanzata di Eric Liddell e Harold Abrahams, due velocisti britannici, uno scozzese e l'altro inglese, che parteciparono alle Olimpiadi del 1924. Liddell è un fervente cristiano e vede nella corsa un modo per rendere omaggio alla grandezza di Dio; Abrahams è invece figlio di un ricco ebreo e usa la corsa come mezzo di riscatto personale all'interno della realtà snob di Cambridge.
Durante le Olimpiadi, pochi giorni prima delle qualificazioni, Liddell scopre che la sua gara di qualificazione dei 100 metri si svolgerà di domenica; questa giornata, essendo santificata al Signore, non può essere utilizzata per svolgere delle attività lavorative o sportive. Liddell decide quindi di non partecipare alla qualificazione nonostante le forti pressioni della delegazione britannica. La situazione infine viene risolta da un compagno di squadra che gli cede il posto alla qualificazione dei 400 metri, permettendo a Liddell di gareggiare in un giorno non festivo e di vincere infine la medaglia d'oro.
Prima della sua gara è stata disputata quella dei 100 metri, vinta da Abrahams, che si era rivolto a un allenatore professionista e per questo era stato duramente criticato, soprattutto dal rettore di Cambridge, college dove studiava insieme con altri partecipanti a quella Olimpiade. Inoltre, al suo allenatore di origine italiana Sam Mussabini, era stato proibito l'ingresso allo stadio e per questo la vittoria lo renderà ancora più orgoglioso del lavoro compiuto. Invece Liddell assiste alla gara come spettatore ed esulta sinceramente per la vittoria di Abrahams, nonostante la rivalità tra i due atleti, facendo capire il vero spirito dello sport.
Al ritorno in Inghilterra, i due atleti e l'intera squadra britannica verranno salutati e accolti come eroi dalla folla accorsa al loro sbarco. Dopo le Olimpiadi, le loro vite si separano: Liddell diventa missionario e parte per la Cina mentre Abrahams si sposa e diventa, come il padre, un ricco uomo d'affari. Il film si conclude proprio con il funerale nel 1978 di Harold Abrahams a cui partecipano alcuni compagni sopravvissuti; manca però Eric Liddell, morto nel 1945 in Cina durante la seconda guerra mondiale, come viene svelato dai sottotitoli durante la scena finale (che è la stessa dell'inizio del film) della corsa di allenamento sulla spiaggia di tutta la nazionale britannica.
L'amicizia è il tema dominante del film, ne permea la struttura e ne lega le varie parti narrative. Un esempio interessante per l'epoca in cui il film è ambientato, sviluppa e racconta il legame di Harold Abrahams, ebreo di origine, con i propri compagni di squadra, compreso il cristiano Eric, dai quali in più occasioni riceverà aiuto e sostegno.

## Produzione
Le riprese, tra l'aprile e giugno del 1980, si svolsero interamente in Inghilterra e Scozia.
La famosa sequenza che apre il film con gli atleti britannici che corrono sulla spiaggia, accompagnata dal celebre brano di Vangelis, fu girata sulla West Sands Beach a Saint Andrews, nel Fife, in Scozia.

## Colonna sonora
Oltre alle musiche di Vangelis, nel film sono presenti anche brani del compositore di operette inglese Arthur Sullivan, che fanno da cornice al periodo in cui è ambientato il film. Gli studenti cantano He is an Englishman, tratto dall'operetta H.M.S. Pinafore e a teatro ascoltano Il Mikado e precisamente l'aria cantata dalle tre giapponesi vestite da Geisha.
Il brano cantato dal coro di voci bianche durante il funerale di Harold Abrahams è il riarrangiamento di Jerusalem composto nel 1916 dal compositore inglese Hubert Parry.

## Accoglienza

### Incassi
Con un budget di 5,5 milioni di dollari, la pellicola ne incassò più di 55 milioni nei soli Stati Uniti d'America. Uscì in Gran Bretagna il 15 maggio 1981, negli Usa il 25 settembre mentre in Italia il 18 dicembre dello stesso anno.

## Riconoscimenti
- 1982 - Premio Oscar
  - Miglior film a David Puttnam
  - Migliore sceneggiatura originale a Colin Welland
  - Migliori costumi a Milena Canonero
  - Miglior colonna sonora a Vangelis
  - Candidatura Migliore regia a Hugh Hudson
  - Candidatura Miglior attore non protagonista a Ian Holm
  - Candidatura Miglior montaggio a Terry Rawlings
- 1982 - Golden Globe
  - Miglior film straniero
- 1982 - Premio BAFTA
  - Miglior film a David Puttnam
  - Miglior attore non protagonista a Ian Holm
  - Migliori costumi a Milena Canonero
  - Candidatura Migliore regia a Hugh Hudson
  - Candidatura Migliore fotografia a David Watkin
  - Candidatura Migliore scenografia a Roger Hall
  - Candidatura Migliore sceneggiatura a Colin Welland
  - Candidatura Miglior montaggio a Terry Rawlings
  - Candidatura Miglior colonna sonora a Vangelis
  - Candidatura Miglior sonoro a Clive Winter, Bill Rowe e Jim Shields
  - Candidatura BAFTA speciale a Nigel Havers
- 1981 - National Board of Review Award
  - Miglior film
  - Migliori dieci film

- 1981 - New York Film Critics Circle Award
  - Migliore fotografia a David Watkin
- 1981 - Festival di Cannes
  - Menzione speciale a Hugh Hudson
  - Miglior attore non protagonista a Ian Holm
  - Candidatura Palma d'oro a Hugh Hudson
- 1983 - Awards of the Japanese Academy
  - Candidatura Miglior film straniero
- 1981 - British Society of Cinematographers
  - Candidatura Migliore fotografia a David Watkin
- 1982 - Directors Guild of America
  - Candidatura Migliore regia a Hugh Hudson
- 1984 - Guild of German Art House Cinemas
  - Miglior film straniero a Hugh Hudson
- 1982 - London Critics Circle Film Award
  - Film dell'anno
  - Sceneggiatore dell'anno a Colin Welland
- 1981 - Los Angeles Film Critics Association Award
  - Candidatura Miglior film straniero
  - Candidatura Miglior colonna sonora a Vangelis
- 1981 - Toronto International Film Festival
  - People's Choice Award a Hugh Hudson

Nel 1999 il British Film Institute l'ha inserito al 19º posto della lista dei migliori cento film britannici del XX secolo.

## Adattamento e inesattezze
L'adattamento romanza la vera storia dei due atleti. Il calendario della competizione olimpica era conosciuto già molti mesi prima dell'inizio delle gare. Liddell si iscrisse direttamente alla corsa dei 400 metri e il problema etico descritto nel film non ebbe in realtà luogo. Il film trascura anche le medaglie d'argento e di bronzo che Abrahams e Liddell vinsero in gare successive.